# 裂巢类茎吸虫
裂巢类茎吸虫（学名：Microphalloides ovariolobatus）为微茎科类茎属的动物。在中国大陆，分布于广东湛江、广西壮族自治区北海市等地，营寄生生活，宿主青脚鹬以及寄生在肠。